# Ministerio de Economía, Fomento y Turismo
El Ministerio de Economía, Fomento y Turismo es un ministerio del Estado de Chile encargado de sistematizar y ejecutar el seguimiento de las políticas y proyectos orientados a generar un aumento sostenido y razonable, con progresiva igualdad en la repartición de sus intereses. Desde el 11 de marzo de 2022, el ministro de Economía, Fomento y Turismo es el economista Nicolás Grau Veloso, actuando bajo el gobierno de Gabriel Boric.

## Historia
Fue creado durante el gobierno del presidente Pedro Aguirre Cerda, en 1941, pero los antecedentes del ministerio datan de 1930, fecha en que se creó la Subsecretaria de Comercio, dependiente del Ministerio de Relaciones Exteriores y Comercio de esa época.
En octubre de 1941 se creó el Ministerio de Comercio y Abastecimiento, cuya existencia quedó ratificada en 1942, convirtiéndose en el Ministerio de Economía y Comercio. Posteriormente denominado Ministerio de Economía (1953-1960) y Ministerio de Economía, Fomento y Reconstrucción (1960-2010). El 12 de febrero de 2010 cambió a su actual denominación mediante la ley n.º 20.423.

## Estructura
El ministerio de Economía, Fomento y Turismo está conformado por tres subsecretarías:
- Subsecretaría de Economía y Empresas de Menor Tamaño, encabezada actualmente por  Javiera Petersen Muga (PC)
- Subsecretaría de Pesca y Acuicultura, encabezado actualmente por Julio Salas Gutiérrez (UNIR)
- Subsecretaría de Turismo, encabezada actualmente por Verónica Pardo.

### Organismos relacionados o bajo dependencia o supervigilancia del Ministerio
- Servicio Nacional de Pesca y Acuicultura (SERNAPESCA)
- Servicio Nacional de Turismo (SERNATUR)
- Servicio Nacional del Consumidor (SERNAC)
- Instituto Nacional de Estadísticas de Chile (INE)
- Fiscalía Nacional Económica (FNE)
- Sistema de Empresas Públicas (SEP)
- Corporación de Fomento de la Producción (CORFO)
- Servicio de Cooperación Técnica (SERCOTEC)
- Comité de Inversiones Extranjeras (CIE)

Además, entre 1989 y 2013, estuvo bajo dependencia del Ministerio, la Empresa de Abastecimiento de Zonas Aisladas (EMAZA).

## Listado de ministros

### Ministerio de Comercio y Abastecimiento
| N°                              | Ministro               | Partido | Inicio | Final |
| ------------------------------- | ---------------------- | ------- | ------ | ----- |
| Gobierno de Pedro Aguirre Cerda |                        |         |        |       |
| 1                               | Arturo Riveros Alcaide | PR      | 1941   | 1942  |

### Ministerio de Economía y Comercio
| N°                                                 | Ministro                       | Partido | Inicio | Final |
| -------------------------------------------------- | ------------------------------ | ------- | ------ | ----- |
| Gobierno de Juan Antonio Ríos Morales (1942-1946)  |                                |         |        |       |
| 2                                                  | Pedro Álvarez Suárez           | PR      | 1942   |       |
| 3                                                  | Francisco Solar Neira          | PR      | 1942   |       |
| 4                                                  | Froilán Arriagada Herrera      | ind.    | 1942   | 1943  |
| 5                                                  | Rodolfo Jaramillo Bruce        | PL      | 1943   |       |
| -                                                  | Arturo Riveros Alcaide         | PR      | 1943   |       |
| 6                                                  | Guillermo del Pedregal Herrera | ind.    | 1943   | 1944  |
| 7                                                  | Alejandro Tinsly Prieto        | ind.    | 1944   | 1945  |
| 8                                                  | Pedro Enrique Alfonso Barrios  | PR      | 1945   | 1946  |
| Gobierno de Alfredo Duhalde Vásquez (interino)     |                                |         |        |       |
| 9                                                  | Carlos Arriagada Hurtado       | PS      | 1946   |       |
| 10                                                 | Manuel Hidalgo Plaza           | PS      | 1946   |       |
| 11                                                 | Oscar Gajardo Villarroel       | ind.    | 1946   |       |
| Gobierno de Gabriel González Videla (1946-1952)    |                                |         |        |       |
| 12                                                 | Roberto Wachholtz Araya        | PR      | 1946   | 1947  |
| 13                                                 | Luis Bossay Leiva              | PR      | 1947   |       |
| 14                                                 | Alberto Baltra Cortés          | PR      | 1947   | 1950  |
| 15                                                 | Eugenio Vidal de la Fuente     |         | 1950   |       |
| 16                                                 | Julio Ruiz Burgeois            | PR      | 1950   |       |
| 17                                                 | Benjamín Claro Velasco         | PR      | 1950   | 1951  |
| 18                                                 | José Luis Infante Larraín      |         | 1951   | 1952  |
| 19                                                 | Pablo Larraín Tejada           |         | 1952   |       |
| 20                                                 | Alberto Garnham Barros         |         | 1952   |       |
| Gobierno de Carlos Ibáñez del Campo (1952-1958)    |                                |         |        |       |
| 21                                                 | Edecio Torreblanca White       | PR      | 1952   | 1953  |
| 22                                                 | Oscar Fenner Marín             | Militar | 1953   |       |
| 23                                                 | Santiago Wilson Hernández      | PDP     | 1953   |       |
| 24                                                 | Rafael Tarud Siwady            | PAL     | 1953   |       |
| -                                                  | Guillermo del Pedregal Herrera | ind.    | 1953   | 1954  |
| 25                                                 | David Montané Vives            |         | 1954   |       |
| 26                                                 | Jorge Silva Guerra             |         | 1954   | 1955  |
| 27                                                 | Rafael Tarud Siwady            | ind.    | 1955   |       |
| 28                                                 | Arturo Zúñiga Latorre          | ind.    | 1955   |       |
| 29                                                 | Óscar Herrera Palacios         |         | 1955   | 1956  |
| 30                                                 | Alejandro Lazo Guevara         | Militar | 1956   | 1957  |
| 31                                                 | Roberto Infante Rengifo        | PAL     | 1957   |       |
| 32                                                 | Horacio Arce Fernández         | Militar | 1957   |       |
| 33                                                 | Luis Correa Prieto             | ind.    | 1957   | 1958  |
| Gobierno de Jorge Alessandri Rodríguez (1958-1964) |                                |         |        |       |
| 34                                                 | Roberto Vergara Herrera        | ind.    | 1958   | 1960  |

### Ministerio de Economía, Fomento y Reconstrucción
| N°                                                 | Ministro                       | Partido | Inicio | Final |
| -------------------------------------------------- | ------------------------------ | ------- | ------ | ----- |
| Gobierno de Jorge Alessandri Rodríguez (1958-1964) |                                |         |        |       |
| 35                                                 | Julio Philippi Izquierdo       | ind.    | 1960   | 1961  |
| 36                                                 | Luis Escobar Cerda             | PR      | 1961   | 1963  |
| -                                                  | Julio Philippi Izquierdo       | ind.    | 1963   |       |
| 38                                                 | Manuel Pereira Irarrázaval     | PCU.    | 1963   | 1964  |
| Gobierno de Eduardo Frei Montalva (1964-1970)      |                                |         |        |       |
| 39                                                 | Domingo Santa María Santa Cruz | PDC     | 1964   | 1968  |
| 40                                                 | Andrés Zaldívar Larraín        | PDC     | 1968   |       |
| 41                                                 | Juan de Dios Carmona Peralta   | PDC     | 1968   |       |
| 42                                                 | Enrique Krauss Rusque          | PDC     | 1968   | 1969  |
| 43                                                 | Carlos Figueroa Serrano        | PDC     | 1969   | 1970  |
| Gobierno de Salvador Allende Gossens (1970-1973)   |                                |         |        |       |
| 44                                                 | Pedro Vuskovic Bravo           | PS      | 1970   | 1972  |
| 45                                                 | Carlos Matus Romo              | PS      | 1972   |       |
| 46                                                 | Fernando Flores Labra          | MAPU    | 1972   | 1973  |
| 47                                                 | Orlando Millas Correa          | PCCh    | 1973   |       |
| 48                                                 | José Cademartori Invernizzi    | PCCh    | 1973   |       |
| Dictadura militar (1973-1990)                      |                                |         |        |       |
| 49                                                 | Rolando González Acevedo       | Militar | 1973   |       |
| 50                                                 | Fernando Léniz Cerda           | ind.    | 1973   | 1975  |
| 51                                                 | Sergio de Castro Spikula       | ind.    | 1975   | 1976  |
| 52                                                 | Pablo Baraona Urzúa            | ind.    | 1976   | 1978  |
| 53                                                 | Roberto Kelly Vásquez          | ind.    | 1978   | 1979  |
| 54                                                 | José Luis Federici Rojas       | ind.    | 1979   | 1980  |
| 55                                                 | Rolando Ramos Muñoz            | Militar | 1980   | 1983  |
| 56                                                 | Luis Danús Covián              | Militar | 1983   |       |
| 57                                                 | Rolf Lüders Schwarzenberg      | ind.    | 1983   |       |
| 58                                                 | Manuel Martin Sáez             | ind.    | 1983   |       |
| 59                                                 | Andrés Passicot Callier        | ind.    | 1983   | 1984  |
| 60                                                 | Modesto Collados Núñez         | ind.    | 1984   | 1985  |
| 61                                                 | Juan Carlos Délano Ortúzar     | ind.    | 1985   | 1987  |
| 62                                                 | Manuel Concha Martínez         | Militar | 1987   | 1989  |
| 63                                                 | Pablo Baraona Urzúa            | ind.    | 1989   |       |
| 64                                                 | Pedro Larrondo Jara            | Militar | 1989   | 1990  |
| Gobierno de Patricio Aylwin Azócar (1990-1994)     |                                |         |        |       |
| 65                                                 | Carlos Ominami Pascual         | PS      | 1990   | 1992  |
| 66                                                 | Jorge Marshall Rivera          | PPD     | 1992   | 1993  |
| 67                                                 | Jaime Tohá González            | PS      | 1993   | 1994  |
| Gobierno de Eduardo Frei Ruiz-Tagle (1994-2000)    |                                |         |        |       |
| 68                                                 | Álvaro García Hurtado          | PPD     | 1994   | 1998  |
| 69                                                 | Jorge Leiva Lavalle            | PS      | 1998   | 2000  |
| Gobierno de Ricardo Lagos Escobar (2000-2006)      |                                |         |        |       |
| 70                                                 | José De Gregorio Rebeco        | PDC     | 2000   | 2001  |
| 71                                                 | Jorge Rodríguez Grossi         | PDC     | 2001   | 2006  |
| Primer Gobierno de Michelle Bachelet (2006-2010)   |                                |         |        |       |
| 72                                                 | Íngrid Antonijevic Hahn        | PPD     | 2006   |       |
| 73                                                 | Alejandro Ferreiro Yazigi      | PDC     | 2006   | 2008  |
| 74                                                 | Hugo Lavados Montes            | PDC     | 2008   | 2010  |

### Ministerio de Economía, Fomento y Turismo
| N.º | Ministro | Ministro                       | Partido | Inicio                | Final                 | Presidente | Presidente                 |
| --- | -------- | ------------------------------ | ------- | --------------------- | --------------------- | ---------- | -------------------------- |
| 74  |          | Hugo Lavados Montes            | PDC     | 12 de febrero de 2010 | 11 de marzo de 2010   |            | Michelle Bachelet Jeria    |
| 75  |          | Juan Andrés Fontaine Talavera  | Ind.    | 11 de marzo de 2010   | 18 de julio de 2011   |            | Sebastián Piñera Echenique |
| 76  |          | Pablo Longueira Montes         | UDI     | 18 de julio de 2011   | 29 de abril de 2013   |            | Sebastián Piñera Echenique |
| 77  |          | Félix de Vicente Mingo         | UDI     | 29 de abril de 2013   | 11 de marzo de 2014   |            | Sebastián Piñera Echenique |
| 78  |          | Luis Felipe Céspedes Cifuentes | PDC     | 11 de marzo de 2014   | 31 de agosto de 2017  |            | Michelle Bachelet Jeria    |
| 79  |          | Jorge Rodríguez Grossi         | PDC     | 31 de agosto de 2017  | 11 de marzo de 2018   |            | Michelle Bachelet Jeria    |
| 80  |          | José Ramón Valente Vías        | Ind.    | 11 de marzo de 2018   | 13 de junio de 2019   |            | Sebastián Piñera Echenique |
| 81  |          | Juan Andrés Fontaine Talavera  | Ind.    | 13 de junio de 2019   | 28 de octubre de 2019 |            | Sebastián Piñera Echenique |
| 82  |          | Lucas Palacios Covarrubias     | UDI     | 13 de junio de 2019   | 11 de marzo de 2022   |            | Sebastián Piñera Echenique |
| 83  |          | Nicolás Grau Veloso            | CS      | 11 de marzo de 2022   | en el cargo           |            | Gabriel Boric Font         |
| 83  | FA       | Nicolás Grau Veloso            |         | 11 de marzo de 2022   | en el cargo           |            | Gabriel Boric Font         |

- Partidos:

     – Independiente
     – Partido Demócrata Cristiano (PDC)
     – Partido Socialista de Chile (PS)
     – Renovación Nacional (RN)
     – Unión Demócrata Independiente (UDI)
     – Convergencia Social (CS)
     – Frente Amplio (FA)

### Redes sociales
- Ministerio de Economía, Fomento y Turismo de Chile en X (antes Twitter)
- Ministerio de Economía, Fomento y Turismo de Chile en Instagram
- Ministerio de Economía, Fomento y Turismo de Chile en Flickr

### Otros
- Sitio web Ministerio de Economía, Fomento y Reconstrucción (1990-2010)

- Datos: Q4294819
- Multimedia: Ministry of Economy, Development and Tourism (Chile) / Q4294819